# Lough Neagh
Lough Neagh (wym. [ˌlɒx ˈneɪ]; irl. Loch nEathach, wym. [ˌɫ̪ɔx ˈnʲahax], rzadziej: Loch nEachach) – jezioro w Irlandii Północnej, na zachód od Belfastu. Jest to największe jezioro Wysp Brytyjskich. 

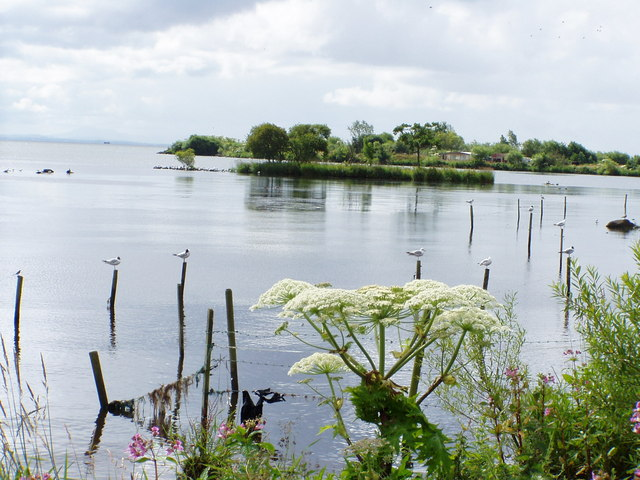
Widok na jezioro z Ballyronan Harbour

## Dane
- powierzchnia: 396 km²,
- długość: 27 km,
- szerokość: 16 km,
- głębokość: 9 m (średnia), 25 m (maksymalna).

Brzegi płaskie, zabagnione, kilka wysp. Zbiornik zasilany wodami rzek Blackwater, Ballinderry, Bann (górny bieg) i innych; wypływa z niego rzeka Bann (dolny bieg).
Miejsce występowania licznych kolonii ptaków wodnych.